# Katharina Thoma

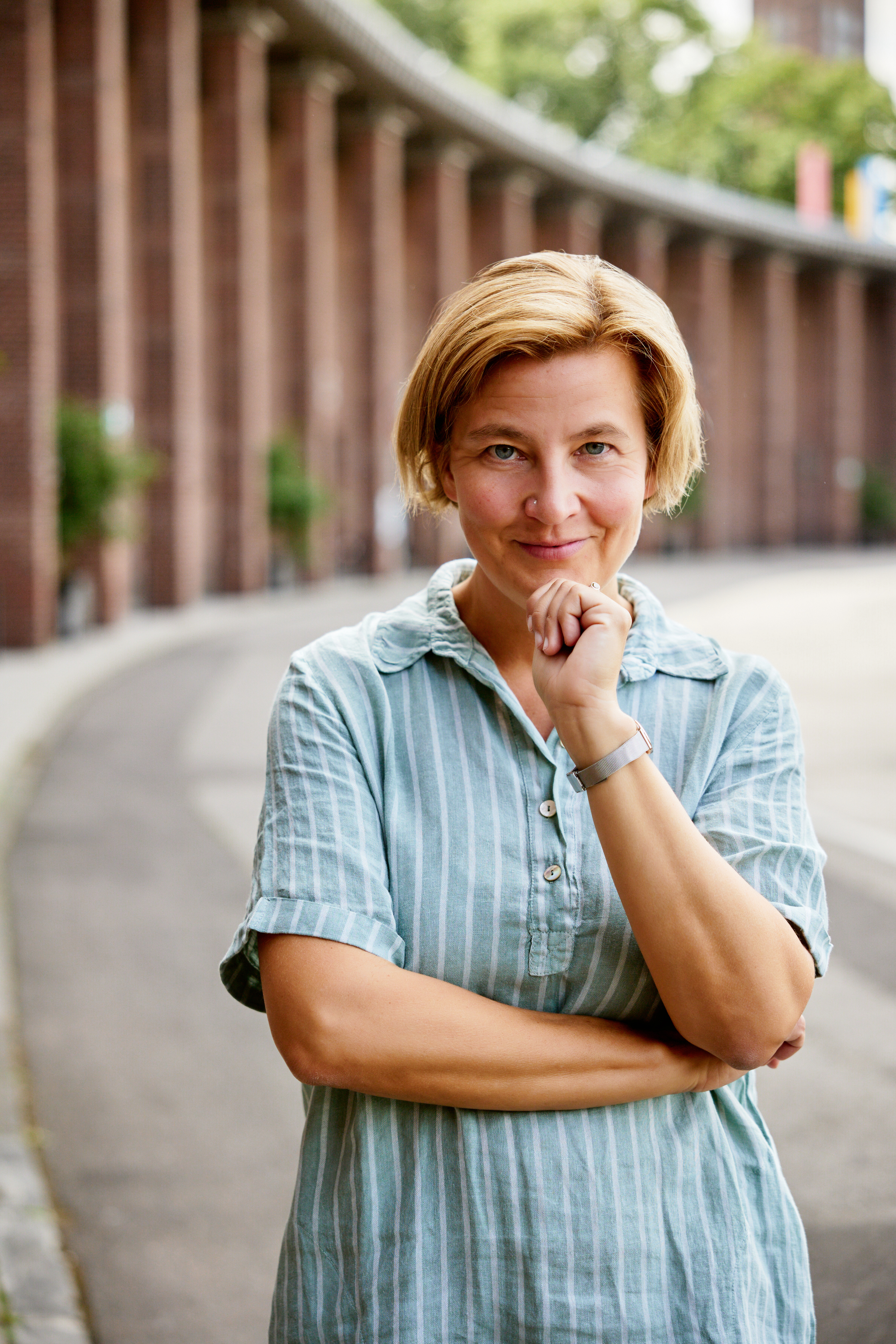
Katharina Thoma

Katharina Thoma (* 14. Juli 1975 in Landsberg am Lech) ist eine deutsche Opernregisseurin.

## Leben
Katharina Thoma studierte zunächst Klavier an der Musikhochschule Lübeck. Sie begann ihre berufliche Laufbahn als Regieassistentin an verschiedenen Opernhäusern, darunter die Oper Frankfurt. Thoma machte sich einen Namen durch ihre kreativen Inszenierungen von Opern, bei denen sie traditionelle Stücke mit zeitgenössischen Elementen verbindet und eine frische Perspektive einbringt.
Ihre Karriere führte sie an europäische Opernhäuser, darunter das Royal Opera House in London, die Opéra national du Rhin in Straßburg und das Glyndebourne Festival Opera. Sie inszenierte häufig in Schweden, so an der Königlichen Oper in Stockholm, der Folkoperan Stockholm, der Göteborgs Operan und der Malmö Opera. Außerdem führte sie Regie u. a. an den Opernhäusern in Frankfurt, Leipzig, Köln und Dortmund sowie an den Staatstheatern in Kassel und Karlsruhe. Zu ihren Inszenierungen gehören Werke von Komponisten wie Wolfgang Amadeus Mozart, Richard Wagner und Giuseppe Verdi.
Von 2008 bis 2012 war sie Dozentin für szenischen Unterricht an der Musikhochschule Mainz. Seit Oktober 2019 ist sie Professorin an der Hochschule für Musik Würzburg und leitet dort die Opernschule.